# Docents per la República
Docents per la República (DxR) és un col·lectiu de docents que impulsa una plataforma que ha reunit més de dos milers de professionals de l'ensenyament d'arreu de Catalunya. Vista la demanda d'organització del col·lectiu docent, s'estan articulant per tot el territori en diferents grups, per preparar la defensa dels docents, de la república, i accions davant l'escalada repressiva de l'Estat espanyol.
DxR neix per contribuir a la consolidació de la República Catalana. Són un moviment de base, de baix cap a dalt, on tenen cabuda tots els docents compromesos amb l'educació dels infants i joves, amb la República i que s'entén com una necessitat del nostre poble en general i del col·lectiu docent en particular.
DxR no permetrà que es criminalitzi la tasca docent, defensa el model d'escola catalana que ha ajudat decisivament a configurar la societat actual, cohesionada i que entén la seva diversitat com una riquesa. Els i les docents han de continuar fomentant l‘esperit crític des de les aules. DxR es compromet a lluitar perquè tots els docents de la República puguin exercir des de la plena llibertat.

## Els inicis
Docents per la República neix d'un grup de Telegram de professors d'informàtica de Catalunya, on sovint es comparteixen inquietuds de l'àmbit informàtic. Degut a la situació política que travessava el país, eren molts els professors que feien comentaris sobre l'actualitat. Algun dels professors es va queixar, alegant que el grup era per parlar d'informàtica i res més. En aquest moment es va decidir fer un nou grup per tractar aquest tema, a més de donar-li més transversalitat i ampliar-lo a tots els àmbits educatius.
Docents per la república va néixer oficialment el dia 3 de novembre, moment en què es va crear el grup de Telegram.